# 賤民20
《賤民20》（英語：3 Haters），是香港電視娛樂所製作的電視劇，於2017年8月28日起逢星期一至五21:30於ViuTV播出。由王宗堯、吳海昕、陳炳銓領銜主演，並由林芊妤、楊英偉、吳浣儀、阮民安、黎萬宏、張敬仁、林兆霞、余曉彤及湯加文主演。劇中主角不但參與演出外，陳炳銓更身兼全劇策劃；王宗堯更擔任全劇拍攝劇照特寫。

## 故事大綱
一個破產並處於人生低谷的賤男人，一個迷茫而渴求解脫的自作賤女人，及一個只望委曲求存卑賤生活的市井男人，在命運使然下遇上並結為伙伴。再荒謬地以自殺式炸彈去恐襲一個公眾廁所以作宣洩，最後弄得恐襲失敗卻三命嗚呼。三位賤人何以有此舉動？而命運是賤格還是賤命呢？一年前，他們…其實……

## 角色列表

### 主要角色
本劇其中一個特色是三個主要角色都沒有自己的角色名稱，只用英文字母代表，至於他們有關切關係的角色亦好多都沒有名稱。
| 演員   | 角色 | 簡介                                                     | 出場集數 |
| 王宗堯 | Z    | 於平行時空，與獨木舟女神成為一對有名有份的夫妻           | 第1集起  |
| 陳炳銓 | X    | 於第5集患癌症 於平行時空，職業為高級售貨員，全名為何小琥 | 第1集起  |
| 吳海昕 | Y    | 於平行時空，職業為辦公室女職員                           | 第1集起  |

### 常設角色
| 演員          | 角色    | 簡介                                                                                                 | 出場集數                        |
| 林芊妤        | Z前妻   | 第15集離開香港                                                                                       | 第2、6、7、10、11、15集         |
| 楊英偉        | John    | X父親                                                                                                | 第5、8、9、14、17、18集         |
| 吳浣儀        | 嫦 娥   | Z母親 患老人退化症 於第10集因病離世                                                                  | 第2、4、7、10、15、18、19集     |
| 阮民安        | 收數佬  | 專門收取Z貴利數目 於第11集被X利用手機敲死                                                            | 第2、7、11、18、19集            |
| 黎萬宏 (泥鯭) | Richard | 咖啡店老闆 於第12集因售賣催情咖啡被警方拘捕                                                          | 第6、9、12集                    |
| 張敬仁        | Leslie  | 照顧嫦娥的醫院護士 同性戀者，之後同Y發展出關係 於第15集被跳樓女子當場壓死 於平行時空，職業為診所護士 | 第4、7、10、11、13-16、19、20集 |
| 林兆霞        | 師 太   | | 第1、7、13、19集                |
| 湯加文        | Emma    | Y舊同學兼朋友 後反目                                                                                 | 第1、3、12、14、15、19集        |
| 楊 麗         | Ga Ga   | Y美容店相熟客戶 於第18集逼X、Y、Z飲聖水後失蹤 於平行時空，職業為美容店職員                           | 第2、4、6、9、11、12、18、20集  |
| 安桃子        | 陳聖經  | John女友 於第18集癲癇發作離世                                                                        | 第5、7-9、11-18集               |
| 方志駒        | 香 哥   | 死人訓練班主管 於第17集被Y利用灰匙插死                                                               | 第11、12、16、17集              |

### 其他角色
| 演員       | 角色         | 簡介                                                    | 出場集數             |
| 余曉彤     | 獨木舟女神   | X傾慕對象 於平行時空，與Z成為一對有名有份的夫妻         | 第6、19、20集        |
| 莫偉文     | 大廈管理員   | 於第1集被Y用手榴彈將其炸死身亡                          | 第1、16-19集         |
| 莫偉文     | 鄰 居        | 第12集猝死                                              | 第3、6、8、12集      |
| 姚運茵     | 女醫生       |                                                         | 第1、5集             |
| 姚紫茵     | 女護士       |                                                         | 第5集                |
| 鍾潔嵐     | 醫 神        | 性工作者 幫X醫治陽萎                                    | 第6、8、9集          |
| 趙澤盈     | 野戰女子     |                                                         | 第1、9、12、19、20集 |
| 翁策業     | 野戰男子     |                                                         | 第1、9、12、19、20集 |
| 周啟文     | 賓館職員     |                                                         | 第2、5集             |
| 馮嘉寶     | 賓館職員     | 第6集                                                   |                      |
| 林堅信     | X同事        |                                                         | 第2、5集             |
| 黎志洪     | X同事        | 第2、4集                                                |                      |
| 伍國明     | 神秘大叔     |                                                         | 第3集                |
| 凌傑瀧     | Master       | 戲劇大師                                                | 第3-5、8集           |
| 張適恆     | 戲劇班學生   |                                                         | 第3、4集             |
| 何明霏     | 戲劇班學生   |                                                         | 第3、4集             |
| 莫偉峰     | 戲劇班學生   |                                                         | 第3、4集             |
| 劉家儀     | 戲劇班學生   |                                                         | 第3、4集             |
| 徐婷婷     | 美容店客人   |                                                         | 第4集                |
| 陳小燕     | 美容店客人   |                                                         | 第4集                |
| 陸文瀚     | 跳樓男子     |                                                         | 第4集                |
| 林域祺     | Y前男友      | 被跳樓男子當場壓死                                      | 第4集                |
| 林域祺     | X同事        | 於平行時空與X成為同事                                   | 第20集               |
| 黎志偉     | 信 哥        |                                                         | 第4集                |
| 黃駿宇     | 暴躁司機     |                                                         | 第4集                |
| 伍華健     | 跟蹤男子     |                                                         | 第5、6、20集         |
| 黃海權     | 病 人        |                                                         | 第5集                |
| 陳肇銘     | 病 人        |                                                         | 第5集                |
| 黃雅敏     | 男醫生       |                                                         | 第5集                |
| 李 健      | 男醫生       | 第9集                                                   |                      |
| 錢耀榮     | Ga Ga男友    |                                                         | 第6集                |
| 黃佩珍     | OL           |                                                         | 第6、8集             |
| 黃施敏     | OL           | 第6集                                                   |                      |
| 吳嘉玲     | OL           | 第8集                                                   |                      |
| Khan Hamza | 雜貨店店員   |                                                         | 第8集                |
| 蔡溥泰     | 咖啡店男顧客 |                                                         | 第9集                |
| 蔡浩洋     | 咖啡店男顧客 |                                                         | 第9集                |
| 余彩樺     | 美容店女顧客 |                                                         | 第9集                |
| 胡燕婷     | 美容店女顧客 |                                                         | 第9集                |
| 陳智偉     | 露體狂       |                                                         | 第9集                |
| 馮浩寧     | 藥房店員     |                                                         | 第12集               |
| 提 芬      | 光頭男子     |                                                         | 第13集               |
| 吳文舜     | 中 醫        |                                                         | 第14集               |
| 陳國麗     | 中 醫        |                                                         | 第14集               |
| 曾建峰     | 股 民        |                                                         | 第14集               |
| 麥文偉     | 假僧人       |                                                         | 第14、15集           |
| 何貫濤     | 骨灰龕店老闆 |                                                         | 第15集               |
| 陳鳳珍     | 跳樓女子     |                                                         | 第15集               |
| 胡丹瑛     | 狗 主        |                                                         | 第17集               |
| 劉順卿     | 打小人婆仔   |                                                         | 第17、20集           |
| 阿 權      | 木乃伊       |                                                         | 第17、18集           |
| 冼迪琦     | 女學生       | 於平行時空與Y相遇，午飯期間一起看韓國劇集《太陽的後裔》 | 第20集               |

## 每集列表
| 集數 | 標題                                                     | 播出日期      | 備註   |
| ---- | -------------------------------------------------------- | ------------- | ------ |
| 01   | 賤民 = 欲望 + 無定向 + 膠 - 時間                         | 2017年8月28日 |        |
| 02   | 賤人就是空氣、霧霾、病毒、曱甴、無處不在                 | 2017年8月29日 |        |
| 03   | 做了一次賤人，就一世都是賤人                             | 2017年8月30日 |        |
| 04   | 賤人與演員的絶症 - 不是Cancer，是孤獨                    | 2017年8月31日 |        |
| 05   | 長時間在痛苦之下等待，會令人變瘋，變賤                   | 2017年9月1日  |        |
| 06   | 賤人的夢想 永遠都是夢，和想                              | 2017年9月4日  |        |
| 07   | 賤人也有娘親。經常問候別人娘親，不如問候自己的娘親       | 2017年9月5日  |        |
| 08   | 吸引力法則：賤人一定吸引賤人                             | 2017年9月6日  |        |
| 09   | 賤人的生存意義 = Cos愛情Log｛(痛苦 + 工作 + 繁殖) - 性愛 | 2017年9月7日  |        |
| 10   | 每個賤人；都有犯賤的秘密                                 | 2017年9月8日  |        |
| 11   | 賤人生死書：一切賤人法，如夢幻泡影                       | 2017年9月11日 |        |
| 12   | 永遠唔洗番工，賤人會變好人，世界會變好                   | 2017年9月12日 |        |
| 13   | 賤人要修行，修完再做賤人                                 | 2017年9月13日 |        |
| 14   | 賤人的鬥爭，就是回憶與遺忘的鬥爭                         | 2017年9月14日 |        |
| 15   | 善有惡報、惡有善報；若然未報、時來運到                   | 2017年9月15日 |        |
| 16   | 前路茫茫，選擇希望？還是死亡？                           | 2017年9月18日 |        |
| 17   | 創造萬物的四大元素：地、水、火、瘋                       | 2017年9月19日 |        |
| 18   | 荒謬的故事，就是最真實的故事                             | 2017年9月20日 |        |
| 19   | 賤人就是陽光、空氣、病毒、曱甴、霧霾                     | 2017年9月21日 |        |
| 20   | 好人的世界是直線的，賤人的世界是曲線的                   | 2017年9月22日 | 大結局 |

## 製作團隊
| - 監製、總導演：劉健倫 - 副導演：林域祺 - 策劃：陳炳銓 - 編劇、後期監督：陳燁 - 製片統籌：索卡羅文化傳播公司 - 執行製片：袁奧妙 - 製片：莊淑芳 - 製片助理：翁嘉兒 - 攝影：黃殷俊 - 攝影助手：淳、黃駿宇 - 燈光：譚建強 - 燈光助理：馮浩寧、李文傑、岑嘉龍、關溢曦、麥樹坤、邵其昌、孟麗鈿、陳衍卓、夏錦進 - 收音：陸文瀚、林漢鋒、馮耀棠、朱霆、符致禾、劉志強 | - 美術指導：張尼尼、賴樂怡 - 服裝：伍華建、吳慧娟、提芬 - 化妝：Fa Fa、Katherine Yip @ mua Seeker Makeup、Tsui Tik Yi @ mua Seeker Makeup、吳蔚欣 @ mua Seeker Makeup - 剪接：麥子達、鄺高樂 - 動畫特效：閒龍 - 聲音設計：Noisy Miner - 音樂：林龍傑、Dough-Boy - 劇照：Jolly Chiang、Gregory Wong - 運輸：健仔 - 場記：陳健一 - 財務：李嘉詠 |

## 外部連結
- ViuTV《賤民20》官方網站 （页面存档备份，存于）
- 《賤民20》主題曲 - Feel (MV)的Facebook專頁
- 豆瓣电影上《賤民20》的資料 （简体中文）

## 作品的變遷
| 香港 ViuTV 星期一至五 21:30－22:00                                                               | 香港 ViuTV 星期一至五 21:30－22:00          | 香港 ViuTV 星期一至五 21:30－22:00 |
| ------------------------------------------------------------------------------------------------ | ------------------------------------------- | ---------------------------------- |
|                                                                                                  | 賤民20 （2017年8月28日－2017年9月22日）     |                                    |
| 前度來了 （2017年7月10日－2017年7月14日） 瑪嘉烈與大衛系列 前度 （2017年7月17日－2017年8月25日） | 未來還未來 （2017年9月25日－2017年10月6日） |                                    |